# Високоінтенсивне інтервальне тренування

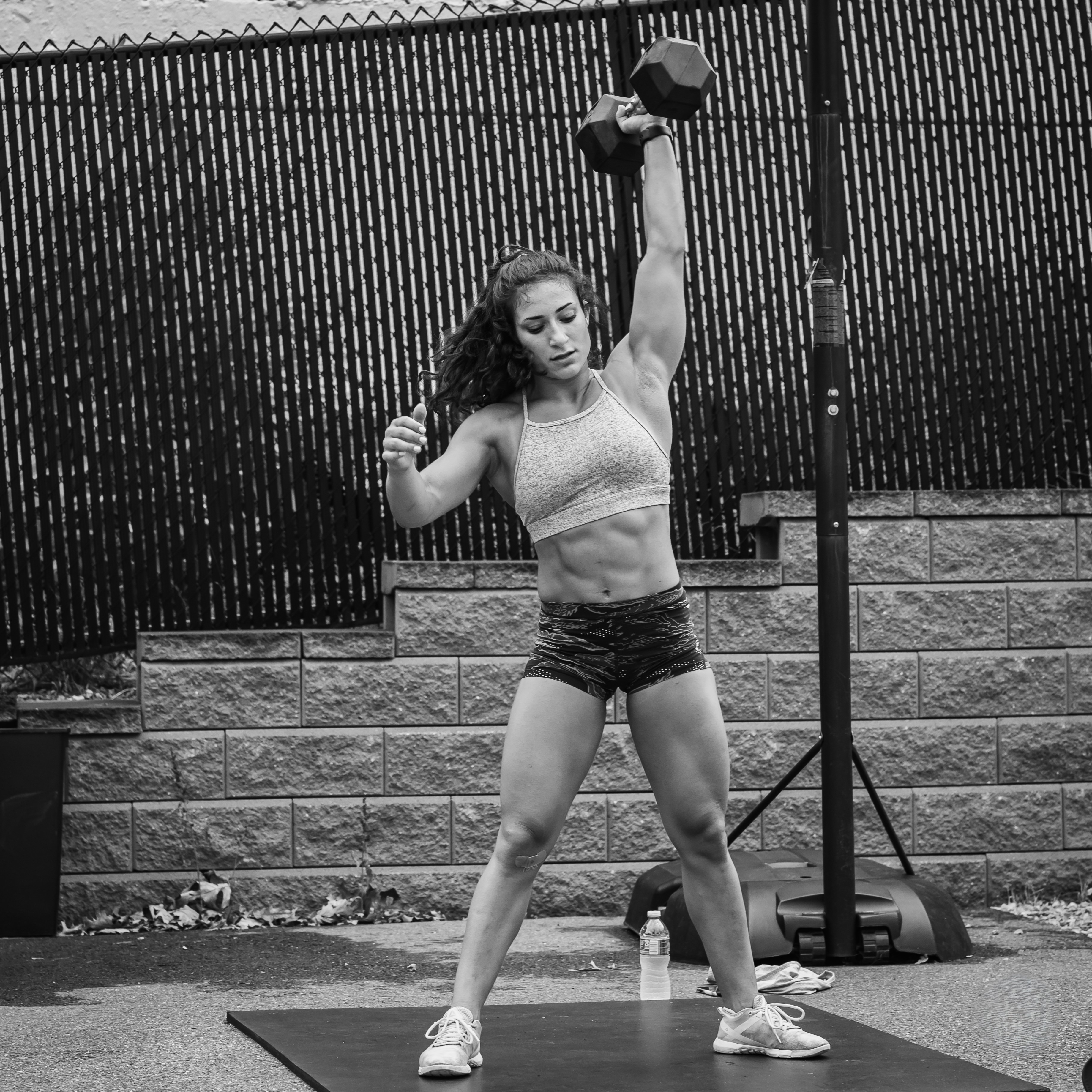
Високоінтенсивне інтервальне тренування з гантелею

Високоінтенсивне інтервальне тренування (ВІІТ; англ. High-intensity interval training, HIIT) — один із видів фізичного тренування, основною характеристикою якого є зміна короткотермінових інтенсивних анаеробних вправ менш напруженими ще коротшими[джерело?] періодами відпочинку. Зазвичай ВІІТ тренування тривають не більш, ніж півгодини, загальний час залежить від рівня фізичної підготовки виконувача. Тривалість тренування у стилі ВІІТ залежить від інтенсивності сеансу.
ВІІТ сприяє покращенню фізичного стану організму, зокрема заради покращення вуглеводного обміну. Дослідженнями встановлено, що регулярне застосовування ВІІТ призводить до істотної втрати жирової маси тіла в цілому і є найефективнішим типом тренувань для схуднення.
Тренування у режимі ВІІТ зазвичай складається з розігрівних вправ, після яких дуже інтенсивні фізичні вправи виконуються впродовж короткого часу по декілька разів, та постійно перемежовуються ще коротшими періодами активного відпочинку — біг підтюпцем, маленькі стрибки на місці та ін. Наприкінці тренування виконують заспокійливі вправи.
Загальна формула щодо часу виконання інтенсивних вправ та активного відпочинку становить 2:1, наприклад — впродовж 30-40 секунд виконуються інтенсивні вправи та впродовж 15-20 секунд активне відпочивання.

## Опис процесу
Сеанси вправ BIIT, як правило, складаються з періоду розминки, потім декількох повторень вправ високої інтенсивності, розділених фізичними вправами середньої інтенсивності для відновлення, а потім періоду охолодження. Вправу високої інтенсивності слід робити майже на максимальній інтенсивності. Середня вправа повинна бути близько 50% інтенсивності. Кількість повторів і тривалість кожного залежить від вправи, але це може бути лише три повторення з 20 секунд інтенсивної вправи. Конкретні вправи, що виконуються під час порцій високої інтенсивності, відрізняються. Більшість досліджень на BIIT проводилися з використанням велосипедного ергометру, але інші вправи, такі як ергометр на греблях, біг, сходження по сходах і піша хода, також можуть бути ефективними.
Конкретної формули для BIIT немає. Залежно від рівня серцево-судинного розвитку, інтенсивність помірного рівня може бути такою ж повільною, як і ходьба. Загальна формула передбачає відношення роботи 2:1 до періодів відновлення, наприклад, 30–40 секунд інтенсивного спринту, що чергується з 15–20 секундами бігу або ходьби, повторених до повного виснаження.
Увесь сеанс BIIT може тривати від чотирьох до тридцяти хвилин, це означає, що він вважається відмінним способом максимізувати тренування, що обмежений часовими рамками. Рекомендується використання годинника задля дотримання точного часу, кількості раундів та інтенсивності.

## Методи

### Метод Пітера Коу
Провідний тренер з легкої атлетики Пітер Коу, за часи тренування у 1970-х свого сина, легкоатлета Себастьяна Коу, впроваджував короткі сесії пробіжок на 200 метрів, з лише 30-секундними періодами відпочинку між ними.

### Метод Табати
Робота професора Ізумі Табата 1996 року була застосована у програмі тренування японської ковзанярської олімпійської збірної. У своїх дослідженнях професор Табата застосовував 20-секундні ультраінтенсивні вправи на велотренажері з доведенням максимального споживання кисню до 170 %, після яких ішов  період відпочинку впродовж 10 секунд. Вправи постійно повторювалися протягом 4 хвилин (загалом — 8 циклів вправ та періодів відпочинку). У рамках цього дослідження спортсмени тренувалися за таким методом чотири рази на тиждень, та один раз — за стандартними методами.
У результаті група спортсменів, що тренувалася за таким режимом мала таке саме підвищення рівнів споживання кисню, що й у спортсменів, що тренувалися звичайними способами усі 5 разів на тиждень. Але група Табати починала з нижчими рівнями споживання кисню, тобто, у порівнянні з іншою групою, мала більшу різницю у показниках споживання кисню. Ще цікаво, що тільки у групи Табати спостерігалося збільшення анаеробних можливостей.
Сьогодні «Тренінг Табати» в щоденній мові стало загальним ім'ям, що відноситься до дуже широкого спектра методів ВІІТ та взагалі способів тренування, яки не завжди призводять до ефектів, що спостерігав професор Табата.

### Метод Гібали
Дослідження 2010 року від професора Університету імені Макмастера Мартіна Гібали, що проводилося на студентах, які виконували розігрівальні вправи протягом 3 хвилин, потім виконували від 8 до 12 циклів інтенсивних (до 95 % максимального споживання кисню) вправ протягом 60 секунд кожна з 75 секундами відпочинку між ними. Студенти, що займалися цим методом тренування 3 рази на тиждень, мали саме такі показники, що зазвичай очікуються від тих, хто займається стандартним тренуванням (з 50-70 % максимального споживання кисню) 5 разів на тиждень. 

### Метод Зунійя
Доцент кафедри з фізичної культури Крейтонського Університету (Омаха, Небраска, США) Хорхе Зунійя вирішив знайти спосіб, за яким можна досягнути максимального обсягу споживання кисню та фізичного навантаження у найкоротший час. Він виявив, що 30-секундні інтервали вправ з застосуванням 90 % від максимальної потужності та 30-секундними періодами відпочинку між вправами призводять до найбільшого обсягу споживання кисню. Альтернативним методом є застосування 100 % потужності у вправах впродовж 30 секунд та 30 секунд відпочинку, та 90 % потужності впродовж 3 хвилин.

### Метод Тімонсу
Професор з системної біології Університету Лафборо (Англія) Джеймі Тімонс є щирим прихильником короткоінтервальних інтенсивних тренувань. Зокрема, він застосував такий метод у науково-популярному телешоу BBC у 2012 році: впродовж 2 хвилин — повільне педалювання на велотренажері, потім — 20 секунд дуже інтенсивного педалювання на максимальній потужності, три цикли вправ загалом. Цим методом тренувався 3 рази на тиждень відомий британський телеведучий Майкл Мозлі. До вправ ще додавалися періоди розігріву на початку та заспокійливі вправи наприкінці.

## Вплив на здоров'я
ВІІТ сприяє покращенню фізичного стану організму, зокрема заради покращення вуглеводного обміну. Дослідженнями встановлено, що регулярне застосовування ВІІТ призводить до істотної втрати жирової маси тіла в цілому.

### Серцево-судинна система
Результати систематичного огляду 2015 року свідчать про те, що тренування у режимі ВІІТ та традиційні тренування на витривалість призводить до значного покращення функцій серцево-судинної системи у дорослих віком від 18 до 45 років. Проте, значне збільшення максимального споживання кисню (VO2 max) було зафіксоване у респондентів, що брали участь у програмі з режимом ВІІТ. Інше дослідження показало, що регулярне зайняття ВІІТ впродовж хоча б одного місяця значно поліпшує стан серцево-судинної системи підлітків та призводить до помірного поліпшення складу тіла. Інші дослідження свідчать про більш ефективний вплив ВІІТ у порівнянні з іншими видами тренування на поліпшення стану кровоносних судин.

### Метаболізм
ВІІТ значно знижує резистентність до інсуліну у порівнянні зі звичайними методами тренування чи відсутності тренувань. ВІІТ також призводить до помірно зниженого рівня глюкози в крові та втрати ваги.

### Схуднення
ВІІТ є найефективнішим типом тренувань для зменшення жирової маси тіла.